# Ngara
Ngara  este un oraș  în  partea de nord-vest a Tanzaniei, în Regiunea Kagera. La recensământul din 2002 înregistra 15.687 locuitori.